# Mithuna

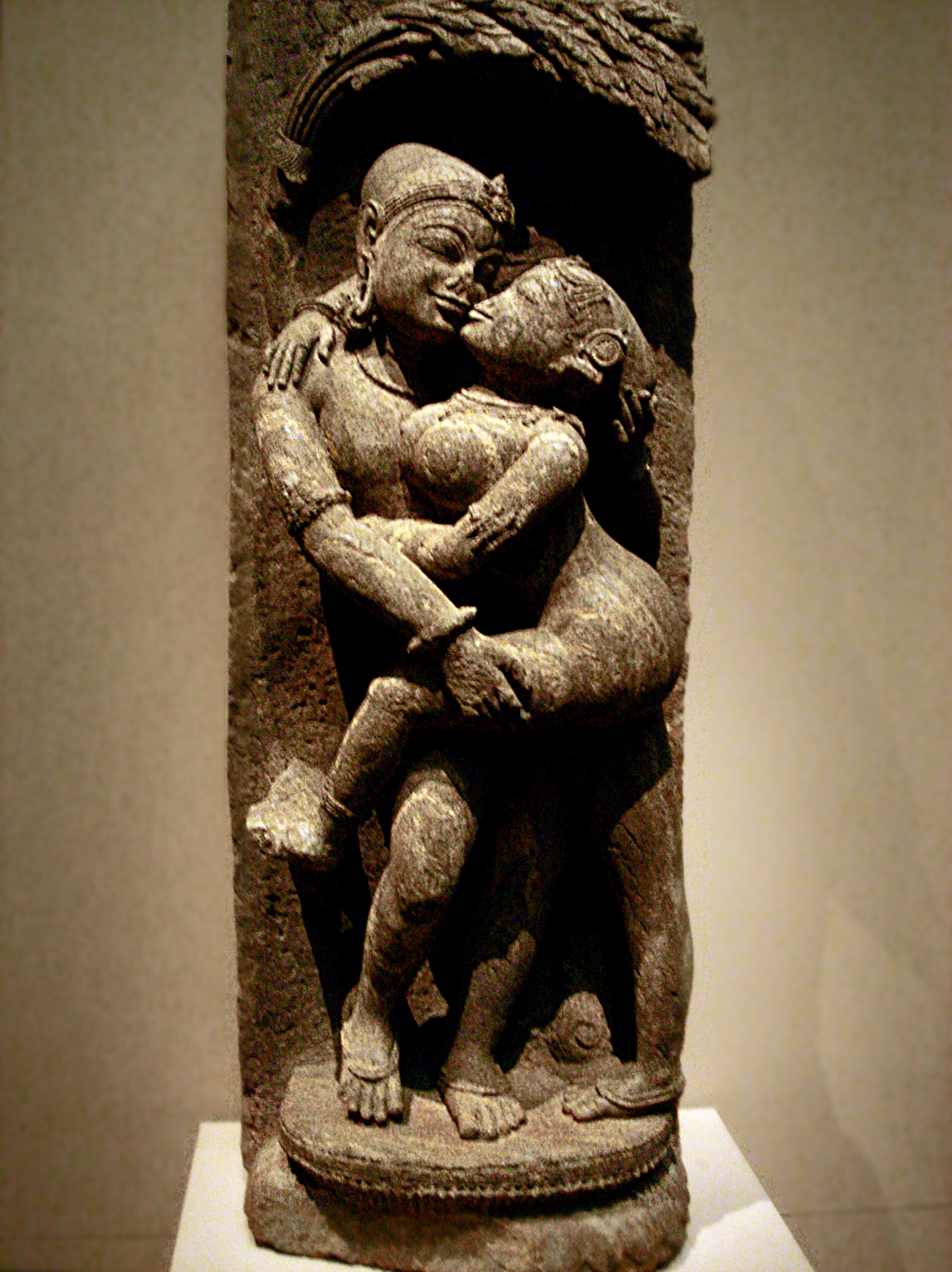
Mithuna

Mithuna (sanskryt dosłownie „para”) – w sztuce indyjskiej przedstawienie pary osób, często
jako stosunek seksualny (zwane wtedy także majthuna), mające symbolizować zjednoczenie indywidualnej duszy z bóstwem, lub w tantryzmie – jedność Śiwy i Śakti. Setki takich wyobrażeń pokrywają ściany świątyń w Khadźuraho i Konarak. Stanowią również częsty temat w malarstwie indyjskim.
W tantryzmie majthuna oznacza również stosunek seksualny jako praktykę religijną w ramach tzw. pańćamakara.
Mithuna jest także nazwą jednego ze znaków zodiaku w kalendarzu hinduskim, odpowiednikiem znaku Bliźniąt.